# Bosowice
Bosowice est une localité polonaise de la gmina de Stopnica, située dans le powiat de Busko en voïvodie de Sainte-Croix.